# Rui Marques
Rui Marques   (Luanda, 3 de setembre de 1977) és un exfutbolista angolès de la dècada de 2000.
Fou internacional amb la selecció de futbol d'Angola. Pel que fa a clubs, destacà a VfB Stuttgart, Marítimo i Leeds United FC.